# 宇宙よりも遠い場所
『宇宙よりも遠い場所』（そらよりもとおいばしょ、A Place Further than the Universe）はマッドハウス制作による日本のテレビアニメ作品。略称は「よりもい」。原作「よりもい」によるオリジナル作品で、2018年1月から3月までAT-X、TOKYO MXほかにて放送された。
2018年12月、ニューヨーク・タイムズ紙において「2018年 最も優れたテレビ番組（The Best TV Shows of 2018）」の海外番組部門の10作品のひとつに選出された。第22回文化庁メディア芸術祭アニメーション部門審査委員会推薦作品。

## あらすじ
【第1話 - 第5話】
群馬県に住む高校2年生の主人公・玉木マリ（キマリ）は、ある日、自室で自分の手帳を見つける。そこには、高校に入学したらしたいことが箇条書きされていた。そのリストの最後にあったのは「青春、する。」という言葉。高2になっても何もできていない自分がいた。翌日キマリは、幼馴染の高橋めぐみの助けを借り、したいことの一つである「学校をずる休み」し、一人旅に出ようとする。しかし、失敗することを恐れた彼女は、出発の途中で諦めて、学校に戻って来てしまう。
学校を終え、帰宅路にてめぐみと別れたキマリは、最寄り駅の中で、前を走っていた同じ学校の制服を着た女子生徒が、封筒を落としたことに気が付く。封筒の中には100万円が入っていた。翌日、思わず封筒を学校に持ってきてしまったキマリは、校内で持ち主の捜索を行う。その持ち主は、同学年の女子・小淵沢報瀬であった。報瀬は拾ってくれたキマリに礼を言うと同時に、民間南極観測隊員だった母・小淵沢貴子が3年前の南極観測で行方不明になったことを打ち明ける。彼女は周囲に「高校生が行けるはずがない」とバカにされても、母が待つ南極に自ら行くという目標を持っていた。そのための資金が、アルバイトで貯めた封筒の100万円であった。
報瀬の信念を知ったキマリは、彼女を応援する気持ちを伝える。報瀬は、それが本気なら南極に同行しないかとキマリを誘う。そのために、まずは観測船の下見として広島県・呉市へ行く約束をする。遠く離れた地に向かう事に怖気づくキマリ。しかし、恐れを捨て約束を果たすため、西に出発する新幹線にて報瀬と再会する。共に南極を目指す旅が始まった。
「母親が参加していた民間観測隊（南極チャレンジ）に同行する」と話す報瀬。キマリも渡航費用が必要となり、アルバイトを探す中、たまたま利用していたコンビニエンスストアでの募集を見つけ働き始める。そこには、キマリと同い年ではあるが、高校を中退し働いていた三宅日向がいた。「高校は行かずとも大学は目指す。その前に何か大きい事を成し遂げたい」という夢のため、日向も南極を共に目指す仲間として加わった。
報瀬の発案で、民間観測隊に加わるための作戦として、3人は新宿を訪れたが、結果は失敗に終わる。しかしその状況を目撃した白石結月が、後日、報瀬宅を訪れる。高校1年生でタレントの結月は、テレビ番組の企画で観測隊にレポーターとして同行することになっていた。彼女は、「南極に行きたくないのでレポーター役を譲る」と報瀬たちに持ち掛けるが、結月のマネージャーでもある母の白石民子に止められてしまう。
民子はその後報瀬の元を訪れ、「結月の南極行きを説得すれば、3人も同行者として推薦はする」と持ち掛ける。キマリ、報瀬、日向の3人は結月の説得を行うが、彼女の境遇を知り、過度な説得は辞めて結月の自由に決めさせるべきだと話す。多忙な中で友達がいなかった事がコンプレックスとなっていた結月であったが、この3人は自分が思い描いていた「親友」とは違った絆を持つ存在ではないかと感じ、心打たれる。そして結月は、自分を含めた4人でなら南極に行くと民子に伝え、了承される。晴れて4人は、女子高生レポーターとして、民間南極観測隊「第2回南極チャレンジ」への同行者となった。
4人での南極行きが決定後、南極チャレンジの隊長であり報瀬の母・貴子の友人でもある藤堂吟の元、夏季訓練が行われる。訓練を通じて、4人は南極への旅をより固く誓いあう。
南極への出発前日、キマリはめぐみから、学校で南極に行くメンバーの悪い噂が立っていると聞かされる。合流してその件を聞いた報瀬は憤りを示したが、日向によって諭される。ウサを晴らすため、めぐみを含めた4人はカラオケに行き、心配は消えたかにみえた。
出発当日、朝早く家を出たキマリを待ち受けていたのは、めぐみからの面と向かっての絶交宣言だった。彼女は、キマリに依存し嫉妬していた自分が噂を流したと涙ながらに告白した。しかしキマリは、絶交は無効とささやき、旅立った。
【第6話 - 第13話】
観測船に乗るための経由地・シンガポールで日向がパスポートを紛失するトラブルを乗り越え、4人はオーストラリアのフリーマントルで観測隊員達と合流する。南極観測船・砕氷船「ペンギン饅頭号」では、4人はかつて経験したことのない荒波で船酔いに苦しめられながらも、取材班としての役割をこなしていく。そしてついに、念願の南極の地に降り立ち、昭和基地に入る。
南極では、親友がいないと悩む結月のために遅めの誕生会を開いたり、日向が学校を退学した原因と向かい合う羽目になるも3人との友情により過去との決別の道を選ぶなど、極地で送る生活を通して4人は絆を深めていく。
ある時、吟を始めとした観測隊は、報瀬の母・貴子が消息を絶った内地への任務に出るに伴い、4人を誘う。肝心の報瀬は、南極に来ても母が待つ地に来た実感がないこと、このまま自分の気持ちが変わらずじまいなのではと恐れ、この任務をためらってしまう。しかし、日本にいた頃の自身の強い思い、必死にアルバイトをして叶えようとしていた気持ちを再確認し、翌日参加を決意する。
報瀬はこの内地に向かう途中で、いつも1人で南極の事ばかり考えていた自分に、大切な友達ができた事を改めて実感する。手がかりが見つからなくとも、信頼しあえる友達と共に、母がいたこの地に来られたこと、それで十分だと。しかし報瀬の母への想いを知るキマリ達3人は、彼女の母が確かにここにいた証拠を見つけようと懸命に遺品を探しまわる。そして遂に貴子のノートパソコンを発見する。
3か月の滞在期間が終わり、引き続き越冬する観測隊員達に別れを告げた4人は、再び「ペンギン饅頭号」で南極大陸を後にした。その日の夜、ペンギン饅頭号や南極基地の上空一帯にはオーロラが広がり、南極チャレンジ隊員は皆でその光景を共有した。日本の空港に到着したキマリ、報瀬、日向、結月の4人は、別れても自分たちはいつも一緒であること、そしてこの4人できっとまた旅に出ることを誓い合う。こうして4人はそれぞれの日常へと戻っていくのであった。

## 登場人物

### 主要人物
玉木マリ（たまき マリ）
声 - 水瀬いのり
本作の主人公。多々良西高校に通う高校2年生。愛称は苗字の最後と名前を組み合わせた「キマリ」。
父親、母親の曜子、妹のリンの4人家族。学業は不得意で部屋は散らかしがち。単純作業が得意で日向曰く「妙なことが上手い」 。
めぐみとは幼稚園時代からの幼馴染で親友。好奇心が強く、高校に入ったら新しい何かをすると決めていたが、幼少時代より新しい事をして失敗するのを恐れてしまう性格であることを自覚している。

小淵沢報瀬（こぶちざわ しらせ）
声 - 花澤香菜
キマリと同じ多々良西高校に通う高校2年生で、南極観測隊員であった小淵沢貴子の娘でもある。キマリとは別のクラス。容姿端麗で頭も良い美少女で、過去にはスカウトされた経験もあり、芸能人マネージャーでもある民子からもそこだけは認められている程。しかし極度の人見知りで、心を許した者と自身が敵と認定した者の前以外では緊張してしまうあがり症。
高校生になってからは、放課後や休日はその資金集めとしてバイトに明け暮れ周囲から孤立しており、周りからは「南極」「南極少女」などと呼ばれ、からかわれていた。そのため、自分が本当に南極に立った際、無理だと決めつけた人間に対し「ざまあみろ」と言うことを目指している。

三宅日向（みやけ ひなた）
声 - 井口裕香
キマリたちが通う高校の近くにあるコンビニでアルバイトをする少女。学年的にはキマリ、報瀬と同じ。高校には行っていないフリーターだが、大学進学を目指し、バイトのほかに勉強にも励む。その結果、高校2年生の年齢にして高卒認定を取得しており、模試では志望大学の合格判定でA評価を出すほどの学力の持ち主。高校で学業を疎かにし、大学受験に失敗した者を「ざまあみろ」と思うことを目指している。
口は上手くアドリブでリポーター向きな発言はできるが、芸能人マネージャーでもある民子に「芸能界で起用できるルックスが無い」と一刀両断され、その事を多少引きずっている。その後は4人でのリポートの際には主にカメラマンを務めている。

白石結月（しらいし ゆづき）
声 - 早見沙織
北海道在住で芸能活動をしている女子高生。学年は高校1年生で他の3人よりも1つ年下ではあるが、大人びた言動が多い。母はマネージャーも務める白石民子。
3歳の時から子役としてドラマやCMに出演しており、作中1年前にはCDデビューも果たしている。SNSのフォロワー数はキマリたちに出会った時点で3.8万人。
体力はあまりなく、ダンベルでトレーニングをした際には腕が顔まで上がらなくなり、日向のいたずらの標的となった。「友達」や「親友」という定義がわからず、他のメンバーから既に親友だと言われた際も、いつから親友になれたのかと疑ったり、契約を結んで欲しいと行動してしまっていた。

### 民間南極観測隊
藤堂吟（とうどう ぎん）
声 - 能登麻美子
民間南極観測隊「南極チャレンジ」の女性隊長。報瀬の母である貴子とは高校の時からの知り合いであり友人。南極に行きたいという夢を持つ貴子に誘われて南極を目指し観測隊員になった。報瀬とは報瀬が幼い頃から面識があり、貴子の思惑もあって行動を共にしていたこともある。ただし報瀬がおままごととして始めたおもちゃのお金の受け渡しに「知らない人にお金を渡しちゃダメ」と答えるなど、周りとズレている面もある。
貴子が行方不明になった3年前の観測隊にも同行している。また、消息が途絶えた貴子の最期の通信を受けており、その後貴子の死の責任を感じている。
リーダーシップが強く誰にでも頼られる隊長ではあるが、言葉数が少なく誤解を生みやすいタイプであり、外部との交渉などは主にかなえが行っている。

前川かなえ（まえかわ かなえ）
声 - 日笠陽子
吟の下で「南極チャレンジ」の副隊長を務める女性。貴子や吟とは観測隊で知り合った。元々は会社で営業職を勤めていたため頭の回転も速く口が効き、さらには明るい性格のため、口下手な吟に変わって交渉などを担当している。キマリたちが同行者として正式に決定してからは彼女たちの案内役のような事も務めている。
話も上手い事などから男性には非常にモテる。そういった経緯もあってか陰では裏の隊長と囁かれているようである。

鮫島弓子（さめじま ゆみこ）
声 - Lynn
観測隊の料理長を務める女性。世に言う「南極料理人」ではあるが沖縄出身。観測隊のない普段は学校給食の調理師として働いている。
性格は非常に男勝り。キマリたちに船上や基地での暮らし方を教えたり、相談に乗ったりと良き指導者、話相手である。他の隊員の悩みや相談にも乗るため、酔った敏夫から気があると勘違いを受けたこともある。

財前敏夫（ざいぜん としお）
声 - 松岡禎丞
観測隊の機械班の男性。パソコンなどのメカニックにも精通している。女性との交際経験は少ないが、そっちの面ではロマンチスト。そのわりに関心のない相手に対しては対応が雑になってしまうため、女性隊員からは器が小さい男と見られている。また、想像力に欠けたとえ話も現実的思考に考えてしまう。
隊長である吟に想いを寄せており、その理由として最初は「守ってくれそうだから」と発言し、結月から手厳しい一言を受けているが、その本心は「守ってあげたい」であった。

氷見大（ひみ だい）
声 - 福島潤
観測隊の設営班の男性で、敏夫とはコンビのように仲が良い。非常に大男でかなりの無口。 観測隊に結月の同行が決定する以前からの結月の大ファン。結月の観測隊参加に喜んでいるが自分からは一定以上近づかないと決めているようで声をかけようとはしない。敏夫より想像力が高く、吟の好きな異性のタイプ「雲のような存在」を理解でき敏夫に話したが、敏夫は理解できなかった。

轟信恵（とどろき のぶえ）
声 - 阿澄佳奈
観測隊の地質学者の女性で、日本に恋人を残して南極に出ている。真面目に研究を行っているが彼の事が気になって仕方がない場面が多く、メールが数日音信不通になると仕事以外の周りの声がまったく届かなくなる。

佐々木夢（ささき ゆめ）
声 - 遠藤綾
観測隊の天文学者の女性。貴子の後輩で、貴子の事を尊敬している。非情に無口で無表情だが根は心優しい。日向曰く「いかにも研究者の女子」であるが、観測隊員としての体力はしっかり持っている。

安本保奈美（やすもと ほなみ）
声 - 小松未可子
観測隊の生物研究者の女性。博士号未収得の大学院生。夢は南極の海に潜って『コケ坊主』のような物の発見で、その事には非常に燃えている。男性にはモテるようだが、本人は恋愛にさほど興味がない。

迎千秋（むかい ちあき）
声 - てらそままさき
観測船の船長。元自衛隊員でその時も観測隊の艦長を務めていた。民間の観測船が出ることが決定した際に吟に頼まれ民間観測船の船長に就任した。若い時は厳しかったようではあるが、年を取ったことで落ち着いた性格となり、今では冷静な判断を下せる船長と皆に信頼されている。

### 主要人物の関係者
高橋めぐみ（たかはし めぐみ）
声 - 金元寿子
キマリの幼稚園時代からの親友で幼馴染。キマリ、報瀬と同じ高校に通う高校2年生の女子。「女の子らしい」ことが苦手で物事を冷めた目で見てしまう性格。常にキマリから相談を受けるキマリのお姉さんのような存在と本人は思っていた所もあったが、自ら南極へ行くことに熱中しはじめたキマリを内心羨ましく思うようになっていく。報瀬のことはキマリが報瀬と出会う前から知っており、いい印象を持っていなかった。キマリからは「めぐっちゃん」と呼ばれている。

林（はやし）
声 - 笠間淳
キマリと日向が働くコンビニの店長。スタッフルームで広告で貰った映画のチケットを希望する店員に配ると告知していたり、キマリと日向が南極に行った際には店に自作のポスターを貼って応援するなど、店員の事をよく気にかけている。日向が唯一南極から年賀状を送った相手である。

### 主要人物の家族
玉木リン（たまき リン）
声 - 本渡楓
キマリの妹。学年は不明だが学校では学級委員も務めている。どこか抜けている姉のキマリに対してしっかり者で面倒見の良いよく出来た妹。

玉木曜子（たまき ようこ）
声 - 本田貴子
キマリとリンの母。部屋を散らかす癖がある娘のキマリには手を焼いている。

キマリの父
声 - 松本忍
キマリとリンの父で曜子の夫。夕方に帰宅するごく普通の会社員のようだが、妻の曜子には頭が上がらない。

白石民子（しらいし たみこ）
声 - 大原さやか
結月のマネージャーであり母。キマリたちに紹介する時から「マネージャーであり母」とマネージャーを強調している。

小淵沢貴子（こぶちざわ たかこ）
声 - 茅野愛衣
報瀬の母で、作中では行方不明。報瀬とは正反対の明るくてよく喋り、表情豊かで人懐っこい性格。どこでも誰とでも友達になれる行動派。高校生の頃、「誰も踏んでない雪に足跡を付けるのが好き」と言って吟を南極に誘い、共に目指すようになった。麻雀が非常に強く、昭和基地で「雀帝」の異名を取っていた。報瀬は幼少期から一緒に卓を囲んでいたため母親譲りで麻雀が強い。

小淵沢小梅（こぶちざわ こうめ）
報瀬の祖母で貴子の母。報瀬の休学届の書類によると報瀬の直の保護者。

## 用語

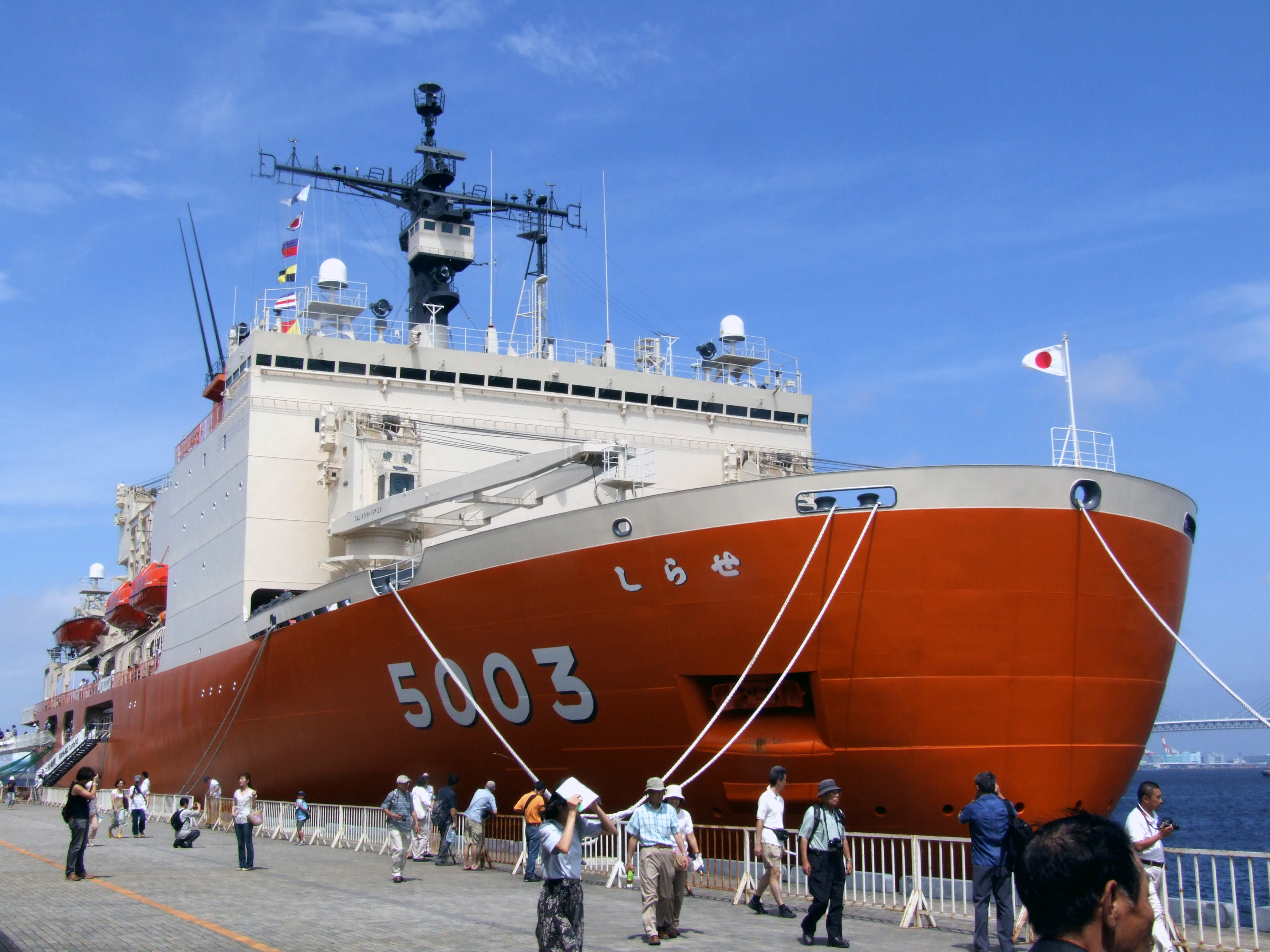
2代目しらせ

宇宙よりも遠い場所 A Story that leads to the Antarctica
小淵沢貴子の著書で南極について書かれた本。貴子の娘・報瀬はいつも持ち歩いている。
南極チャレンジ （なんきょくチャレンジ）
作中登場する民間南極観測隊。南極観測は本来国家事業であり、艦員は自衛隊員が務め観測隊員は厳しい審査と訓練に合格した人間のみとなっている。作中では3年前に民間として初めて南極で観測活動をしている。しかし、隊員の貴子が行方不明になったことで、イメージ低下をおそれたスポンサーが次々離れ、キマリたちが参加した2度目の観測隊は、資金繰りが厳しく、安全面も含め計画そのものに対する批判の声もあがっていた。
ペンギン饅頭号 （ペンギンまんじゅうごう）
南極チャレンジが乗船した砕氷船。作中では新型砕氷艦の就航に伴い、引退した2代目しらせを改造したという設定になっている。正式名称は後述のスポンサーの社名が付き「七神屋ペンギン饅頭号」である。
七神屋 （しちじんや）
南極チャレンジの2度目の観測派遣に出資したスポンサー。第4話の冒頭で日向が読むニュースでスポンサー契約を前提に南極チャレンジと交渉していたことが報道されている。記事では南極観測の映像をCMに起用した『ペンギン饅頭』を商品の主力とし、「キャッチーでウィットに富み、センセーショナル」をキャッチコピーとしていることが書かれており、時折報瀬が使う「キャッチーでウィットでセンセーショナル」の大元であることが分かる。第5話との間では正式にスポンサー契約が結ばれ、2代目しらせの名前が七神屋ペンギン饅頭号となった。なお、最終回で日向がバイト先の店長に渡した「南極に行ってきました！」にもペンギン饅頭と書かれている。
多々良西高校 （たたらにしこうこう）
キマリと報瀬が通う高校。日向と後に働くことになるキマリがアルバイトをするコンビニの近くに建てられている。
作中の舞台では館林となっているが、モデルとなっているのは協力クレジットもされている桐生市立商業高等学校である。

## スタッフ
- 原作 - よりもい[3]
- 監督 - いしづかあつこ[13]
- 監督補佐 - 木村拓（第3、4、6、9、11、13話）、北川朋哉（第9、13話）
- シリーズ構成・脚本 - 花田十輝[13]
- キャラクターデザイン・総作画監督 - 吉松孝博[3]
- プロップデザイン - 日向正樹
- 美術設定 - 平澤晃弘[3]
- 美術監督 - 山根左帆[3]
- 色彩設定 - 大野春恵[3]
- 撮影監督 - 川下裕樹[3]
- 3D監督 - 日下大輔[3]
- 編集 - 木村佳史子[3]
- 音響監督 - 明田川仁[3]
- 音響効果 - 上野励[3]
- 音楽 - 藤澤慶昌[3]
- 音楽制作 - KADOKAWA[3]
- 音楽プロデューサー - 若林豪[12]
- プロデューサー - 田中翔[12]、吉田勇樹[12]、芦立春貴[12]、長澤秀尚[12]、飯塚彩[12]、尾形光広[12]、金庭こず恵[12]、宇都宮裕人[12]、木村香織[12]
- アニメーションプロデューサー - 中本健二[12]
- アニメーション制作 - MADHOUSE[13]
- 協力 - 文部科学省[12]、国立極地研究所[12]、海上自衛隊[12]、SHIRASE5002(一財)WNI気象文化創造センター[12]、株式会社大原鉄工所、竪谷博（じんから）、小林千穂（日刊スポーツ新聞社）、桐生市立商業高等学校、赤坂泰基
- 製作 - 「宇宙よりも遠い場所」製作委員会[3]

## 制作
2017年7月2日にロサンゼルスで開催された「Anime Expo 2017」で制作が発表された。監督はいしづかあつこ、シリーズ構成・脚本は花田十輝、アニメーション制作はマッドハウスといった『ノーゲーム・ノーライフ』チームが手掛けている。
タイトル名は2007年に昭和基地に招待された元宇宙飛行士の毛利衛が「宇宙には数分でたどり着けるが、昭和基地には何日もかかる。宇宙よりも遠いですね」と話したことに由来する。アニメ製作にあたっては、文部科学省、国立極地研究所、海上自衛隊、SHIRASE5002（WNI気象文化創造センター）が協力している。

### 企画・脚本
スタッフクレジットにおける原作表記を、作品略称名と同じ「よりもい」としているが、公式サイト等では本作品を「『ノーゲーム・ノーライフ』チームが贈る完全新作オリジナルTVアニメーション作品」と表記しており、本作品は別個の原作に因らないオリジナル作品である。
本作放送の前年に公開された『ノーゲーム・ノーライフ ゼロ』（以下「ゼロ」）よりも先に企画が立ち上がっており、「ゼロ」と殆ど同時進行で制作が進められていった。
監督のいしづかは「南極に関するストーリー」を、構成・脚本の花田は「女子高生が旅をするストーリー」を描きたいとそれぞれ考えており、両者の考えが組み合わせられていく形となった。いしづかはこの時点では内容が地味になると感じており、花田も女子高生が戦車に乗る作品も存在している中、それに比べるとインパクトに欠けることから、南極観測隊や乗組員も全て女性で統一させようとする話もあったと振り返っている。しかし、結果的には「現実をベースとしたリアルな青春物語」として本作が完成している。これについて花田は以下のように語っている。
なお、いしづかは「ゼロ」が完全なファンタジー世界を描いているのに対して本作では完全な現実世界を描いており、これらを同時進行で制作していく中で調べなければならないことが多い上に嘘にならないように表現しなければならないことから、「リアルは難しい」と実感したことを明かしている。
花田は「女子高生」と「南極」を描いていくにあたって同じ題材を他のクリエイターが扱った場合、その多くは「南極の風景や生活を詳しく描きたい」のではないかと考えたことから、あえてキャラクターたちの変化を丁寧に描いていくことにした。また、「女子高生が南極を目指すことがどのような意味をもつのか」を彼女たちの目線で表現しようと考えたとも述べている。

### キャラクター設定
主要キャラクター4人のなかではキマリが最も早く誕生しており、彼女の「怖くて学校をサボれない内面性」「おおらかに見えてナイーブ」といた点が等身大で良いのではと判断され、構想の当初から主人公として描いていくことが決まっていた。そして、「南極を目指す」というプロットが固まった後に残りの3キャラクターが誕生している。花田は「高校を中退してアルバイトをしている」という日向の設定を作った際に、作品の色合いが鮮明になったと述べている。

### 演技・役作り
玉木マリ役の水瀬いのりは、計算ではなく素直さからくるアホっぽさが周囲を巻き込み、そして明るくさせるようなイメージをヒントにしたと述べている。

## 主題歌

### OP・ED
「The Girls Are Alright!」
sayaによるオープニングテーマ。作詞・作曲・編曲はミト。
アキバ総研のアニメポータル「あにぽた」にて開催された投票企画「2018冬アニメOPテーマ人気投票」では9位を記録している。
「ここから、ここから」
玉木マリ（水瀬いのり）、小淵沢報瀬（花澤香菜）、三宅日向（井口裕香）、白石結月（早見沙織）によるエンディングテーマ。作詞・作曲はヒゲドライバー、編曲はヒゲドライVAN。
ヒゲドライバーは監督のいしづかあつこからスピッツのような楽曲を作って欲しいと依頼を受けて本曲を制作した。
「あにぽた」にて開催された投票企画「2018冬アニメEDテーマ人気投票」では3位を記録している。
「またね」
sayaによるエンディングテーマ。作詞・作曲・編曲は藤澤慶昌。

### 挿入歌
「ハルカトオク」 / 「宇宙を見上げて」 / 「またね」
sayaによる挿入歌。作詞・作曲・編曲は藤澤慶昌。
「フォローバックが止まらない」
白石結月（早見沙織）による挿入歌。作詞はemon、作曲・編曲はbaker。
「One Step」
玉木マリ（水瀬いのり）、小淵沢報瀬（花澤香菜）、三宅日向（井口裕香）、白石結月（早見沙織）による挿入歌。作詞・作曲はゆよゆっぺ、編曲はゆよゆっぺ、やいり。

## 反響
2021年2月1日より作品の舞台となった群馬県の地元放送局である群馬テレビでは初となる放送が行われた際には、地元での放送決定を祝う形でファン有志が番組スポンサーになることを局側に打診。ファンや館林市内の飲食店などが「『宇宙よりも遠い場所』応援する会」としてCMを制作、提供スポンサーに付き、放送された。一般的なスポンサーは企業や団体であり、ファンからの依頼は珍しいとしている。
上記の通り、地上波の本放送は関東・関西のみの放送であり東海地方では放送されていなかったが、2021年10月からの再放送でネット局にテレビ愛知が加わり、初めて東海地方でも放送された（ただし、テレビ愛知では初放送にもかかわらず、テレビ愛知ホームページや新聞のテレビ欄では再放送として扱われている）。
2024年1月からNHK Eテレでも放送されたことで、国内での未放送エリアは解消した。

## 評価

### 売上
本作のBlu-rayディスク第1巻の初週売上は7,029枚を記録し、週間Blu-rayアニメランキングでは3位を獲得している。同第2巻の初週売上は8,067枚（同4位）を、同第3巻の初週売上は7,658枚（同3位）を、同第4巻の初週売上は8,422枚（同3位）をそれぞれ記録している。また、本作のBlu-rayディスクは2018年12月時点で合計44,904枚を売り上げており、2018年度年間Blu-rayアニメランキングでは26位を獲得している。

### 批評
アニメ評論家の藤津亮太は第12話が本作の主要人物・小淵沢報瀬にとっての物語のクライマックスであり、最終回と言われても納得の内容であったことから、余計に最終回が気になった。そこで主人公・玉木マリがどのようなクライマックスを迎えるのかに着目し、そこで重要な役割を果たすのがマリの幼馴染・高橋めぐみであると考え、めぐみが「最終回にどのようなタイミングで登場するのか」「そもそも最終回に登場するのか」、つまりめぐみというパズルの最後のピースがどのようにはまるのかもしくははまらないかという観点に注目した。藤津は本作におけるマリとめぐみの関係性をアントワーヌ・ド・サン＝テグジュペリによる小説作品『星の王子さま』に登場する王子とバラの関係性に重ね合わせており、『星の王子さま』の物語を以下のようにまとめている。
これをマリとめぐみに置き換えると、マリにとってめぐみは「星に残してきたバラのような存在」である。本作は本来4人の女子高生による物語ではあるが、5人目であるめぐみがマリの物語を牽引しており、それ故に最終回でのめぐみの動向に注目していた。そして最終回はエンディングテーマ後に帰宅したマリの元に北極圏にいるめぐみからの写真が送られてくるというものであり、予想を裏切る形でめぐみは登場する。この瞬間に今までのマリとめぐみの関係性は逆転し、マリが「めぐみにとってのバラ」になるという鮮やかな転換で物語は幕を閉じたと藤津は称賛した。藤津は『リアルサウンド』の年末企画「2018年ベストアニメTOP10」にて本作を選出している。
文芸批評家の坂上秋成は本作について、「非現実な出来事を描くわけでもありふれた日常を掘り下げるわけでもなく、人の意志が目の前の現実の在り方を変化させ、そこに潜んでいた本来の豊かさが表出する瞬間を提示する」と述べている。また坂上は小淵沢報瀬について、母が消息を経った南極に絶対に行くという強い意志を持ちながら実際に到着すると母の死を受け入れられずにいる様子が描かれていたことから、主要人物の中では最も弱い存在だと評している。
ライターの小林白菜は本作が評価される大きな要因として、過去に放送された類似のアニメで定石とされてきたものとは趣の異なるドラマ展開が行われている点を挙げており、南極探検という意外性のあるテーマにもかかわらず登場する少女たちの心情が丁寧に描かれ、多くの視聴者に共感しやすいような語り口で物語が進んでいくと評している。
ライターの清水耕司は2018年に放送されたアニメの中で本作が断トツだったとしており、ひたすらにストーリーと演出が良かったと称賛している。放送前の時点では南極というニッチかつ日常から距離感があるテーマであることからヒットするのは困難だと考えていたが、制作者の力量によって人気と評価を手繰り寄せたと述べている。
ライターのクリス菜緒は「シネマズプラス」によせたレビューにて本作の3つの魅力について以下のように述べている。
1. むき出しの青春にグッとくる - 南極は一度到着すると一定期間そこでの生活を強いられてしまうことから、青春物語の舞台として相応しい場所となっている。異なる環境で過ごしてきた人間同士の共同生活となると、自身と異なる価値観を持つ相手と向き合わなければならず、その中で生じた人間関係の壁を乗り越えるために相手に見せたくない自身の感情をさらけ出さなければならなくなる。しかし、自身をむき出しにしたことで結果的に互いの絆を深めることに成功し、各々が抱える葛藤や悩みを乗り越える力となっていった[45]。
2. 隣にいそうなキャラクターたち - 本作ではサブキャラクターたちにも注目できることが魅力となっており、彼らに共通するのは意外性である。例えば南極観測隊のメンバーは「クスっと心がほどけるような一面」を持つ人物ばかりであり、このギャップが物語に緩急を与えている。また、本作は青春のキラキラ感だけではなく、人間が心の内に秘めた「ずるさ」「弱さ」といった等身大の感情についても良い意味で正直に描いており、それによって登場人物たちは「視聴者にとって、隣にいてもおかしくない距離感」を保つことができた[45]。
3. リアルな南極描写の理由は強（協）力布陣にあり - 本作のスタッフ一覧を確認すると、そうそうたる面々の協力に驚かされるが、彼らの協力があったからこそフィクション作品でありながらも「南極観測隊員たちの日常に人の体温が感じられた」のだろう。「移動中の船の様子」「現地に着いてからの風景」「昭和基地の雰囲気」「隊員たちの生活」など南極を知らない側からすればそのどれもが知り得なかったことであり、アニメ制作過程で生じた疑問を解消するために彼らは専門家に丁寧な取材を行い、それに裏打ちされたアニメの描写からは「南極暮らしの「なぜ」に対する答え」が返ってくるだろう[45]。

### 受賞・ノミネート・人気投票
- 《ニューヨークタイムズ》 - 2018年のトップ10ベストインターナショナルドラマ（The Best International Shows）：第8位[43]
- bilibili moe 2018 アニメーションアート賞（日本アニメーション部門）：最優秀ドラマ賞、最優秀シリアル賞[46]
- 東京アニメアワードフェスティバル2019 - アニメ オブ ザ イヤー部門 / みんなが選ぶベスト100 テレビ部門：第2位[43]
- ニュータイプアニメアワード2017-2018[47]
  - 作品賞（TV放送＆配信作品）（宇宙よりも遠い場所）：3位
  - 女性キャラクター賞（小淵沢報瀬）：9位
  - 主題歌賞（The Girls Are Alright!）：5位
  - サウンド賞（藤澤慶昌）：4位
  - 監督賞（いしづかあつこ）：3位
  - 脚本賞（花田十輝）：3位
  - キャラクターデザイン賞（吉松孝博）：5位
  - メカデザイン賞（宇宙よりも遠い場所）：4位
- 第3回クランチロール・アニメアワード[48][49]
  - 最優秀作品賞（宇宙よりも遠い場所）：ノミネート
  - 最優秀女性キャラ（三宅日向）：ノミネート
  - 最優秀監督賞（いしづかあつこ）：ノミネート
  - 最優秀アニメーション賞（宇宙よりも遠い場所）：ノミネート
- アキバ総研
  - どれが面白かった？2018冬アニメ人気投票：第1位[50]
  - アキバ総研アニメ大賞2018：第4位[51]
- dアニメストア - 全作品No.1総選挙：第3位[52]
- アニメツーリズム協会 - 訪れてみたい日本のアニメ聖地88：群馬県館林市[53]
- アニメージュ：第40回アニメグランプリ（作品グランプリ賞）：21位[54]
- 第22回文化庁メディア芸術祭アニメーション部門審査委員会推薦作品

## 各話リスト
| 話数    | サブタイトル               | 絵コンテ                | 演出             | 作画監督                        |
| ------- | -------------------------- | ----------------------- | ---------------- | ------------------------------- |
| STAGE01 | 青春しゃくまんえん         | いしづかあつこ          | いしづかあつこ   | 吉松孝博                        |
| STAGE02 | 歌舞伎町フリーマントル     | いしづかあつこ          | 北川朋哉         | 川口裕子                        |
| STAGE03 | フォローバックが止まらない | いしづかあつこ 北川朋哉 | 髙田昌豊         | 北島勇樹、桜井木ノ実 室山祥子   |
| STAGE04 | 四匹のイモムシ             | 神戸守                  | Kang Tai-sik     | Ryu Seung-cheol                 |
| STAGE05 | Dear my friend             | 澤井幸次                | 澤井幸次         | 日向正樹                        |
| STAGE06 | ようこそドリアンショーへ   | 清水健一                | ながはまのりひこ | 小山知洋                        |
| STAGE07 | 宇宙を見る船               | 神戸守                  | 北川朋哉         | 川口裕子                        |
| STAGE08 | 吠えて、狂って、絶叫して   | 神戸守                  | 髙田昌豊         | 室山祥子、木下由美子 西村真理子 |
| STAGE09 | 南極恋物語（ブリザード編） | 清水健一                | Kang Tai-sik     | Jang Gil-yong                   |
| STAGE10 | パーシャル友情             | 澤井幸次                | 澤井幸次         | 日向正樹                        |
| STAGE11 | ドラム缶でぶっ飛ばせ！     | 佐山聖子                | 大庭秀昭         | 小山知洋                        |
| STAGE12 | 宇宙よりも遠い場所         | いしづかあつこ 清水健一 | 北川朋哉         | 川口裕子、日向正樹              |
| STAGE13 | きっとまた旅に出る         | いしづかあつこ          | いしづかあつこ   | 吉松孝博、室山祥子              |

## 放送局
| 放送期間                | 放送時間                     | 放送局   | 対象地域   | 備考                                             |
| ----------------------- | ---------------------------- | -------- | ---------- | ------------------------------------------------ |
| 2018年1月2日 - 3月27日  | 火曜 20:30 - 21:00           | AT-X     | 日本全域   | 製作参加 / CS放送 / リピート放送あり             |
|                         | 火曜 23:00 - 23:30           | TOKYO MX | 東京都     |                                                  |
|                         | 火曜 23:30 - 水曜 0:00       | BS11     | 日本全域   | BS放送 / 『ANIME+』枠                            |
| 2018年1月10日 - 3月28日 | 水曜 3:00 - 3:30（火曜深夜） | 毎日放送 | 近畿広域圏 | 『アニメ特区』第2部 / 初回は第1話、第2話連続放送 |
| 2024年1月6日 - 3月30日  | 土曜 18:25 - 18:50           | NHKEテレ | 日本全域   | 字幕放送 /                                       |

| 配信開始日    | 配信時間           | 配信サイト                                           | 備考                                                            |
| ------------- | ------------------ | ---------------------------------------------------- | --------------------------------------------------------------- |
| 2018年1月2日  | 火曜 20:30 更新    | dアニメストア                                        |                                                                 |
|               | 火曜 20:30 - 21:00 | AbemaTV                                              | リピート配信あり / 2017年12月30日23:30 - 23:58に第1話を先行配信 |
|               | 火曜 21:00 更新    | Abemaビデオ                                          |                                                                 |
| 2018年1月3日  | 水曜 0:00 更新     | ニコニコチャンネル GYAO!                             | 第1話常設無料、最新話1週間無料                                  |
|               | 水曜 0:00 - 0:30   | ニコニコ生放送                                       | 2017年12月29日23:00 - 23:30に第1話を最速先行配信                |
|               | 水曜 12:00 更新    | U-NEXT アニメ放題                                    |                                                                 |
| 2018年1月9日  | 火曜 0:00 更新     | あにてれ                                             |                                                                 |
| 2018年1月10日 | 水曜 0:00 更新     | Amazonプライム・ビデオ ひかりTV                      | 第1話、第2話同時配信                                            |
| 2018年1月11日 | 木曜 12:00 更新    | Hulu バンダイチャンネル J:COMオンデマンド ビデオパス | 第1話、第2話同時配信                                            |

## BD / DVD
Blu-ray&DVDは2018年3月から6月にかけて全4巻が発売された。各巻にはオーディオコメンタリーやノンクレジット仕様のオープニングやエンディング、予告映像、PVやCM集など特典映像が収録されている。また、初回生産特典ではブックレット、CDなどが収録されている。Blu-ray BOXは2021年3月24日に発売された。テレビアニメ本編全13話が収録されており、特典としてクリアケースが付属されることに加え、過去に発売されたBlu-ray特典が再収録されている。
| 巻  | 発売日        | 収録話          | 規格品番   | 規格品番   |
| 巻  | 発売日        | 収録話          | BD         | DVD        |
| --- | ------------- | --------------- | ---------- | ---------- |
| 1   | 2018年3月28日 | 第1話 - 第3話   | ZMXZ-11901 | ZMBZ-11911 |
| 2   | 2018年4月25日 | 第4話 - 第6話   | ZMXZ-11902 | ZMBZ-11912 |
| 3   | 2018年5月25日 | 第7話 - 第9話   | ZMXZ-11903 | ZMBZ-11913 |
| 4   | 2018年6月27日 | 第10話 - 第13話 | ZMXZ-11904 | ZMBZ-11914 |
| BOX | 2021年3月24日 | 第1話 - 第13話  | ZMAZ-14633 |            |

## サウンドトラック
藤澤慶昌による本作のオリジナルサウンドトラック『TVアニメ『宇宙よりも遠い場所』オリジナルサウンドトラック』が2018年3月28日にKADOKAWAから発売された。
| #      | タイトル                                 | アーティスト | 時間   |
| disc.1 | disc.1                                   | disc.1       | disc.1 |
| ------ | ---------------------------------------- | ------------ | ------ |
| 1      | 南極の太陽                               | 藤澤慶昌     | 2:16   |
| 2      | 青春のはじまり                           | 藤澤慶昌     | 2:24   |
| 3      | のんびり昼下がり                         | 藤澤慶昌     | 2:27   |
| 4      | 朝が来た                                 | 藤澤慶昌     | 2:20   |
| 5      | 通いあうココロ                           | 藤澤慶昌     | 2:45   |
| 6      | 憩いの自販機前                           | 藤澤慶昌     | 1:51   |
| 7      | 井戸端会議                               | 藤澤慶昌     | 2:26   |
| 8      | よっし始めようか！                       | 藤澤慶昌     | 2:15   |
| 9      | 夕暮れ時の帰り道                         | 藤澤慶昌     | 2:16   |
| 10     | いい天気だねー                           | 藤澤慶昌     | 2:17   |
| 11     | 南極少女                                 | 藤澤慶昌     | 2:14   |
| 12     | 軽く死ねますね                           | 藤澤慶昌     | 2:01   |
| 13     | まあなんとかなるんじゃない？             | 藤澤慶昌     | 1:48   |
| 14     | ちょっと待ちなさーい！                   | 藤澤慶昌     | 2:29   |
| 15     | 待って待って待ってー！                   | 藤澤慶昌     | 2:29   |
| 16     | ホッと一息                               | 藤澤慶昌     | 2:01   |
| 17     | えーっと…え？                            | 藤澤慶昌     | 1:56   |
| 18     | 無理無理無理！                           | 藤澤慶昌     | 2:20   |
| 19     | だぁかぁらぁ！                           | 藤澤慶昌     | 1:40   |
| 20     | 何か隠してることはなぁい？               | 藤澤慶昌     | 2:09   |
| 21     | き"も"ち"わ"る"い"…                      | 藤澤慶昌     | 1:50   |
| 22     | あ"ー…                                   | 藤澤慶昌     | 2:07   |
| 23     | 確かめたいことがあるから                 | 藤澤慶昌     | 2:43   |
| 24     | 大人からのYell                           | 藤澤慶昌     | 3:00   |
| 25     | 忘れ形見                                 | 藤澤慶昌     | 2:41   |
| disc.2 |                                          |              |        |
| 1      | ともだち                                 | 藤澤慶昌     | 2:49   |
| 2      | おもいで                                 | 藤澤慶昌     | 2:37   |
| 3      | ひとりぼっち                             | 藤澤慶昌     | 2:09   |
| 4      | 見つけた答え                             | 藤澤慶昌     | 2:35   |
| 5      | 私たちは必ず南極に行く                   | 藤澤慶昌     | 2:34   |
| 6      | 最後まで諦めない                         | 藤澤慶昌     | 2:28   |
| 7      | もう届かない想い                         | 藤澤慶昌     | 2:38   |
| 8      | 心に絡まる鎖                             | 藤澤慶昌     | 2:20   |
| 9      | 消せない記憶                             | 藤澤慶昌     | 2:40   |
| 10     | 失った親友の面影                         | 藤澤慶昌     | 2:29   |
| 11     | 溢れ出す想い                             | 藤澤慶昌     | 2:35   |
| 12     | ぜっこう                                 | 藤澤慶昌     | 3:11   |
| 13     | 失われた命                               | 藤澤慶昌     | 3:01   |
| 14     | 親友との約束                             | 藤澤慶昌     | 2:08   |
| 15     | Bon Voyage! ～Main Theme～               | 藤澤慶昌     | 3:00   |
| 16     | 任務遂行                                 | 藤澤慶昌     | 2:17   |
| 17     | 状況説明                                 | 藤澤慶昌     | 2:08   |
| 18     | 予感                                     | 藤澤慶昌     | 2:14   |
| 19     | 緊急事態                                 | 藤澤慶昌     | 1:58   |
| 20     | きっと忘れない                           | 藤澤慶昌     | 2:31   |
| 21     | The Girls Are Alright! ～Piano Version～ | 藤澤慶昌     | 2:23   |
| 22     | ここから、ここから ～Piano Version～     | 藤澤慶昌     | 3:48   |
| 23     | またね                                   | saya         | 3:40   |

## イベント
2017年12月13日にYouTubeLiveにて本作の第1回生放送特番が配信された。本配信には水瀬いのり（玉木マリ 役）、花澤香菜（小淵沢報瀬 役）、井口裕香（三宅日向 役）が出演した。
2017年12月27日にシネマサンシャイン池袋にて本作の先行上映会が行われた。本イベントには水瀬いのり、花澤香菜が登壇した。
2018年2月2日にYouTubeLiveにて本作の第2回生放送特番が配信された。本配信には水瀬いのり、花澤香菜、井口裕香、早見沙織（白石結月役）が出演した。
2018年4月22日に千葉県船橋市にてBlu-ray＆DVD第1巻発売を記念した船上イベントが行われた。本イベントには井口裕香が搭乗した。
2018年8月12日にさいたま市文化センターにて「『宇宙よりも遠い場所』南極よりも楽しいフェスティバル」が開催され、本作の振り返りトークなどが行われた。本イベントには水瀬いのり、花澤香菜、井口裕香、早見沙織、能登麻美子（藤堂吟役）、日笠陽子（前川かなえ役）が登壇した。
2020年11月6日からボークス秋葉原ホビー天国1階にて本作と日本極地研究振興会のミニ物販イベントが開催された。

## コラボレーション
2018年2月13日から4月15日まで本作と『ノーゲーム・ノーライフ』の録り下ろしコラボショートストーリーボイスがYouTube「KADOKAWA Animeチャンネル」にて配信された。
2018年3月16日から3月25日までキュアメイドカフェ（秋葉原）にて本作とのコラボカフェが開催された。
コミックマーケット96のKADOKAWAブースにて本作と『ゆるキャン△』のコラボレーション『そらキャン△』のグッズが発売された。
2023年4月15日から6月25日まで本作と群馬県館林市のコラボレーションイベントが行われる予定となっている。本イベントは本作の主要キャラクター4人が「館林アニメアンバサダー」に就任して2周年を迎えたことを記念したものである。

## 関連メディア

### 漫画
宵町めめによるコミカライズ作品が、『月刊コミックアライブ』（KADOKAWA）にて、2018年2月号から2019年4月号まで連載された。
- よりもい（原作）・宵町めめ（作画） 『宇宙よりも遠い場所』 KADOKAWA〈MFコミックス アライブシリーズ〉、全3巻
  1. 2018年2月23日発売[98]、ISBN 978-4-04-069797-0
  2. 2018年8月23日発売[99]、ISBN 978-4-04-065050-0
  3. 2019年3月23日発売[100]、ISBN 978-4-04-065563-5

### Webラジオ
『ラジオ 宇宙よりも遠い場所〜南極よりも寒い番組〜』は、2017年12月28日から2018年4月5日まで音泉にて毎週木曜に配信されたWebラジオ。パーソナリティは玉木マリ役の水瀬いのりと小淵沢報瀬役の花澤香菜。

### 舞台
舞台「宇宙よりも遠い場所」は、2023年5月17日から21日に渋谷区文化総合センター大和田 伝承ホールにて上演された。

#### キャスト（舞台）
- 玉木マリ - 堀内まり菜[104]
- 小淵沢報瀬 - 石井陽菜[104]
- 三宅日向 - 岸みゆ[104]
- 白石結月 - 北澤早紀[104]
- 高橋めぐみ - 田口華[104]
- 玉木リン - 清司麗菜[104]
- 白石民子 - 緒月遠麻[104]
- 前川かなえ - 石丸奈菜美[104]
- 小淵沢貴子 - 安藤瞳[104]
- 藤堂吟 - 桑原裕子[104]
- 迎千秋 - 中村まこと[104]

#### スタッフ（舞台）
- 原作 - 「宇宙よりも遠い場所」[104]
- 作・演出 - 土田英生（MONO）[104]
- 共同脚本 - 鈴木智晴（劇団東京都鈴木区）[104]

## 関連書籍
- 『宇宙よりも遠い場所 設定資料集』ムービック、2018年7月13日発売
- 『宇宙よりも遠い場所 ファンブック』KADOKAWA、2018年8月23日初版第一刷発行（同日発売[105]）、ISBN 978-4-04-065130-9